# The Shed
The Shed (deutsch: Der Schuppen) ist ein Kulturzentrum im Bezirk Manhattan von New York. Es wurde im April 2019 eröffnet.

## Architektur
Das Gebäude der örtlichen Architekten Diller Scofidio + Renfro erinnert an eine „bewegliche Riesenmembran“. Die Kosten liegen bei rund 500 Millionen US-Dollar, die vorwiegend von privaten Spendern aufgebracht wurden.
The Shed umfasst mehr als 7500 Quadratmetern Ausstellungs- und Aufführungsfläche auf sechs Stockwerken, inklusive eines Theaters mit 500 Plätzen und der riesigen Außenhalle.

## Geschichte
Die Hudson Yards zwischen Tenth Avenue und Eleventh Avenue stellen eine Überbauung einer Eisenbahnanlage der Long Island Rail Road westlich der Penn Station dar. Um 2014 wurde unter Bürgermeister Michael Bloomberg mit den Planungen begonnen, ein Hochhausviertel entstand/entsteht am Hudson River auf 11 Hektar.

## Erreichbarkeit
- New York City Subway, Linie 7, Station 34th Street–Hudson Yards (IRT Flushing Line)
- New York City Bus: M11, M12